# Vignole
Vignole ist eine kleine Insel in der Lagune von Venedig und liegt südlich der Insel Sant’Erasmo. Sie bedeckt eine Fläche von 69,20 Hektar. Zur Volkszählung 2001 wurden 69 ständige Einwohner in verstreuten Wohngebäuden nachgewiesen. Sie ist mit der Vaporetto-Linie 13 erreichbar.
Vignole dient – wie die Insel Sant’Erasmo – durch den Gemüseanbau der Versorgung der Stadt Venedig.
Außer einigen privaten Wohnhäusern gibt es auf der Insel derzeit (2005) noch eine Trattoria.
Auf der Insel befindet sich auch ein großer Holzlagerplatz, auf dem vorwiegend die „briccole“, das sind die in den Sand und Schlamm der Lagune gerammten Orientierungs- und Anlegepfähle, gelagert, geteert und imprägniert werden.

## Festungen
Östlich der Insel Vignole und von dieser nur durch einen 10 bis 30 Meter breiten Kanal getrennt liegt die Insel Sant’Andrea, sowie südlich, durch einen 30 bis 40 Meter breiten Kanal getrennt die Insel La Certosa. Mächtige Geschütztore in dem vom Architekten Michele Sanmicheli errichteten Festungsbauwerk zeugen vom Verteidigungswillen der Venezianer. Zusammen mit den Festungsbauten auf S.Nicolò di Lido bildeten diese eine kaum passierbare Sperre für Eindringlinge vom offenen Meer. Die mächtigen Ziegelbauten wurden durch die Kräfte des Wassers teilweise zerstört, ein von der Erosion gebildeter Graben von fast 30 Metern Tiefe ließ Teile des Mauerwerks absacken.

## Flugplatz
Der östliche Teil der Insel wird durch den ehemaligen Wasserflugplatz geprägt, der aus der Zeit des Ersten Weltkriegs stammt. Hier wurden in der Zwischenkriegszeit auch zivile Flugboote abgefertigt. Zusammen mit dem benachbarten Flugplatz Venedig-Lido diente er der Abwicklung des kommerziellen Flugverkehrs. Nach dem Zweiten Weltkrieg machte das italienische Militär aus der markanten Anlage einen Stützpunkt für die Lagunari, eine amphibische Truppe.